# Ylimmäinen Posiolampi
Ylimmäinen Posiolampi och Alimmainen Posiolampi, eller Posiolammet är sjöar i Finland. De ligger i kommunen Posio i landskapet Lappland, i den norra delen av landet, 700 km norr om huvudstaden Helsingfors. Ylimmäinen Posiolampi ligger 268,3 meter över havet. Den är 2,8 meter djup. Arean är 65,8 hektar och strandlinjen är 4,12 kilometer lång. Sjön  ingår i Koundaälvens huvudavrinningsområde.   De ligger vid sjön Hoikkajärvi.